# Agenzia Nazionale per la Sicurezza del Volo

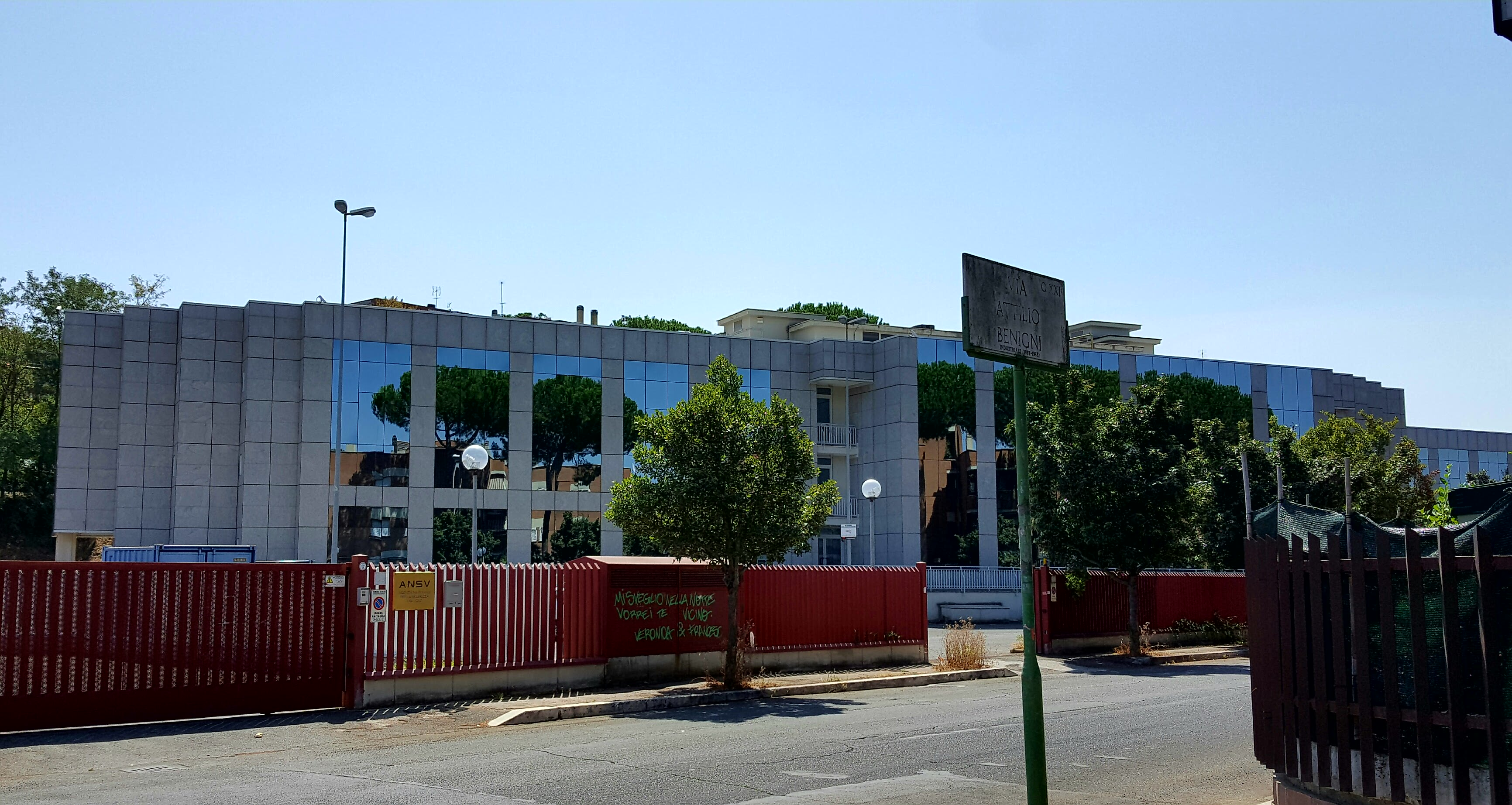
Dienstsitz der ANSV in Rom

Die Agenzia Nazionale per la Sicurezza del Volo (ANSV) (it. Nationale Agentur für Flugsicherheit) ist eine unabhängige Verkehrsbehörde Italiens. Sie hat ihren Sitz in Rom.
Gemäß der EU-Richtlinie 94/56/EG vom 21. November 1994 ist die ANSV für die Untersuchung von Unfällen und Störungen in der Zivilluftfahrt in Italien zuständig. Zu deren Vermeidung gibt sie detaillierte Empfehlungen heraus. Soweit sie nicht mit einzelnen Zwischenfällen befasst ist, führt sie Studien, Untersuchungen und Maßnahmen zur allgemeinen Verbesserung der Sicherheit im zivilen Luftverkehr durch.
Um ihre Unabhängigkeit bei Flugunfalluntersuchungen zu wahren, untersteht die ANSV nicht dem Ministerium für Infrastruktur und Verkehr oder dem Luftfahrtamt ENAC. Stattdessen wird sie vom Amt des Ministerpräsidenten beaufsichtigt. Die ANSV wird als selbständige Behörde von einem Präsidenten geleitet, der zusammen mit vier weiteren Personen den Vorstand bildet.
Die ANSV wurde auf Grund der genannten EU-Richtlinie im Jahr 1999 gegründet. Davor war das italienische Verkehrsministerium für die Untersuchung von Flugunfällen direkt zuständig.